# San Giorgio ai Tedeschi
San Giorgio ai Tedeschi je katolický kostel v Pise, stojící na via Santa Maria.
Kostel byl postaven po roce 1316 na památku padlých německých vojáků v bitvě u Montecatini; byl také nazýván San Giorgio degli Innocenti po připojení ke špitálu Ospedale dei Trovatelli roku 1414; a roku 1784 ke špitálu Riuniti di Santa Chiara.
Stavba je jednolodní, cihlová, na stěnách s pozůstatky freskové výzdoby. Interiér, částečně zrekonstruovaný roku 1722, uchovává dřevěný krucifix ze 14. století a bohatou štukovou výzdobu z 18. století.